# Horst Appuhn
Horst Appuhn (* 19. März 1924 in Darmstadt; † 13. September 1990 in Lüneburg) war ein deutscher Kunsthistoriker, Museumsdirektor und Schriftsteller.

## Biographie
Horst Appuhn wurde in Darmstadt geboren, absolvierte sein Abitur in Bonn. Nach der „Soldatenzeit“, also wohl nach dem Zweiten Weltkrieg, studierte er Kunstgeschichte in Tübingen und Kiel. Am Museum für Kunst und Gewerbe Hamburg arbeitete er als Volontär, später wurde er Museumsdirektor in Wolfenbüttel, dann in Kiel und 1966 in Dortmund (Museum für Kunst und Kulturgeschichte Dortmund). 1981 verließ er aus gesundheitlichen Gründen den Dienst und zog nach Lüneburg. Dort widmete er sich besonders der mittelalterlichen Kunst. Der Autor seines Nachrufs, Wingolf Lehnemann, schätzt die Anzahl der Veröffentlichungen Appuhns auf etwa 200.
Appuhn leitete auch Führungen durch Ausstellungen und Kirchen. Die Universität Münster erteilte ihm einen Lehrauftrag am kunsthistorischen Seminar.
Eines der Werke Appuhns als Herausgeber war eine Neuauflage von Siebmachers Wappenbuch. Paul Fürst hatte Mitte des 17. Jahrhunderts das bis dahin uncolorierte New Wappenbuch Johann Siebmachers aus dem Jahr 1605 in Farbe neu herausgegeben. Die Wappendarstellungen in Appuhns Neuauflage sind mit denen in Paul Fürsts über 300 Jahre zuvor erfolgten Neuauflage identisch.
Ein Teil seines schriftlichen Nachlasses befindet sich im Deutschen Kunstarchiv im Germanischen Nationalmuseum in Nürnberg.
Seine Tochter ist die Kunsthistorikerin Sibylle Appuhn-Radtke.

## Veröffentlichungen (Auswahl)
- Der Bordesholmer Altar. Studien zum Werk Meister Hans Brüggemanns. Dissertation Christian-Albrechts-Universität zu Kiel, Kiel 1952 [unpubliziert].
- Kloster Isenhagen Kunst und Kult im Mittelalter. Lüneburg 1966 (Vorschau in Google-Books).
- Meisterwerke der niedersächsischen Kunst des Mittelalters (= Meisterwerke der deutschen Kunst, Band 3). Peters, Bad Honnef 1963 (Vorschau in Google-Books).
- Das Bildnis des Freiherrn vom Stein. Grote, Köln 1975 (Vorschau in Google-Books).
- Gotische Plastik in Schleswig-Holstein. Westholsteinische Verlagsanstalt Boyens, Heide/Holstein 1979.
- Heilsspiegel. Die Bilder des mittelalterlichen Erbauungsbuches Speculum humanae salvationis. Harenberg, Dortmund 1981.
- Einführung in die Ikonographie der mittelalterlichen Kunst in Deutschland. Wissenschaftliche Buchgesellschaft, Dortmund 1985 (Vorschau in Google-Books).
- Der Bordesholmer Altar und die anderen Werke von Hans Brüggemann. Langewiesche, Königstein im Taunus 1987 (Vorschau in Google-Books).
- Bildstickereien des Mittelalters in Kloster Lüne. Harenberg, Dortmund 1990.